# Rabenscheid
Rabenscheid ist ein Ortsteil der Großgemeinde Breitscheid mit etwa 500 Einwohnern. Der Ort liegt im mittelhessischen Lahn-Dill-Kreis unweit der Landesgrenze Hessens zu Rheinland-Pfalz und Nordrhein-Westfalen.

## Geographie
Rabenscheid befindet sich auf einer Höhe von 560 m über NN und wird von einer Westerwald-„Variante“ des  Rothaarsteiges durchquert. Außerhalb des Ortskerns befindet sich die historische Kirche, die auf einen trutzigen Wehrturm zurückgeht. Der Turm wurde durch den Anbau des Kirchenschiffs erweitert.

## Geschichte

### Namensherkunft
Der Name Rabenscheid soll auf die großen Kolkraben, die klugen Vögel Wotans, die mit ihrem klangvollen Rufen einst die dicht bewaldeten Höhen erfüllten, und „Scheid“ („Grenzwald“ oder „Wald“ allgemein) zurückzuführen sein.

### Ortsgeschichte
Im Jahr 1398 wurde Rabenscheid unter dem Namen Rabinscheid soweit bekannt erstmals urkundlich erwähnt.
Im Jahr 1812 kauften die Rabenscheider Bürger das Beilsteiner Schloss für 800 Gulden.
Das Kirchenschiff der Saalkirche aus Bruchsteinen wurde 1767 errichtet.
Früher hatte der Ort einen Bahnhof an der Bahnstrecke Haiger–Breitscheid, der jedoch 4 km entfernt im Aubachtal lag.
Hessische Gebietsreform (1970–1977)
Die Gemeinde Rabenscheid wurde im Zuge der Gebietsreform in Hessen zum 31. Dezember 1971 auf freiwilliger Basis in die Gemeinde Breitscheid eingegliedert. Für Rabenscheid, wie für die anderen ehemals eigenständigen Gemeinden von Breitscheid, wurde ein Ortsbezirk gebildet.

### Verwaltungsgeschichte im Überblick
Die folgende Liste zeigt die Staaten und Verwaltungseinheiten, denen Rabenscheid angehört(e):
- vor 1739: Heiliges Römisches Reich, Grafschaft/Fürstentum Nassau-Dillenburg, Amt Driedorf[7]
- ab 1739: Heiliges Römisches Reich, Fürstentum Nassau-Diez, Amt Driedorf
- 1806–1813: Großherzogtum Berg,[Anm. 2] Département Sieg, Arrondissement Dillenburg, Kanton Driedorf
- 1813–1815: Fürstentum Nassau-Oranien, Amt Driedorf
- ab 1816: Herzogtum Nassau,[Anm. 3] Amt Herborn
- ab 1849: Herzogtum Nassau, Kreisamt Herborn[Anm. 4]
- ab 1854: Herzogtum Nassau, Amt Herborn
- ab 1867: Königreich Preußen,[Anm. 5] Provinz Hessen-Nassau, Regierungsbezirk Wiesbaden, Dillkreis[Anm. 6]
- ab 1871: Deutsches Reich, Königreich Preußen, Provinz Hessen-Nassau, Regierungsbezirk Wiesbaden, Dillkreis
- ab 1918: Deutsches Reich (Weimarer Republik), Freistaat Preußen, Provinz Hessen-Nassau, Regierungsbezirk Wiesbaden, Dillkreis
- ab 1932: Deutsches Reich, Freistaat Preußen, Provinz Hessen-Nassau, Regierungsbezirk Wiesbaden, Landkreis Dillenburg
- ab 1933: Deutsches Reich, Freistaat Preußen, Provinz Hessen-Nassau, Regierungsbezirk Wiesbaden, Dillkreis
- ab 1944: Deutsches Reich, Freistaat Preußen, Provinz Nassau, Dillkreis
- ab 1945: Amerikanische Besatzungszone,[Anm. 7] Groß-Hessen, Regierungsbezirk Wiesbaden, Dillkreis
- ab 1946: Amerikanische Besatzungszone, Land Hessen, Regierungsbezirk Wiesbaden, Dillkreis
- ab 1949: Bundesrepublik Deutschland, Land Hessen, Regierungsbezirk Wiesbaden, Dillkreis
- ab 1968: Bundesrepublik Deutschland, Land Hessen, Regierungsbezirk Darmstadt, Dillkreis
- ab 1971: Bundesrepublik Deutschland, Land Hessen, Regierungsbezirk Darmstadt, Dillkreis, Gemeinde Breitscheid[Anm. 8]
- ab 1977: Bundesrepublik Deutschland, Land Hessen, Regierungsbezirk Darmstadt, Lahn-Dill-Kreis, Gemeinde Breitscheid
- ab 1981: Bundesrepublik Deutschland, Land Hessen, Regierungsbezirk Gießen, Lahn-Dill-Kreis, Gemeinde Breitscheid

## Bevölkerung
Einwohnerstruktur 2011
Nach den Erhebungen des Zensus 2011 lebten am Stichtag dem 9. Mai 2011 in Rabenscheid 435 Einwohner. Darunter waren 12 (2,8 %) Ausländer.
Nach dem Lebensalter waren 81 Einwohner unter 18 Jahren, 189 zwischen 18 und 49, 90 zwischen 50 und 64 und 75 Einwohner waren älter.
Die Einwohner lebten in 171 Haushalten. Davon waren 36 Singlehaushalte, 54 Paare ohne Kinder und 60 Paare mit Kindern, sowie 18 Alleinerziehende und 3 Wohngemeinschaften. In 30 Haushalten lebten ausschließlich Senioren und in 17 Haushaltungen lebten keine Senioren.
Einwohnerentwicklung
| Rabenscheid: Einwohnerzahlen von 1834 bis 2019 | Rabenscheid: Einwohnerzahlen von 1834 bis 2019 | Rabenscheid: Einwohnerzahlen von 1834 bis 2019 | Rabenscheid: Einwohnerzahlen von 1834 bis 2019 | Rabenscheid: Einwohnerzahlen von 1834 bis 2019 |
| --- | ---------------------------------------------- | ---------------------------------------------- | ---------------------------------------------- | ---------------------------------------------- |
| Jahr |                                                |                                                |                                                | Einwohner                                      |
| 1834 | 1834                                           |                                                | 255                                            | 255                                            |
| 1840 | 1840                                           |                                                | 279                                            | 279                                            |
| 1846 | 1846                                           |                                                | 261                                            | 261                                            |
| 1852 | 1852                                           |                                                | 261                                            | 261                                            |
| 1858 | 1858                                           |                                                | 243                                            | 243                                            |
| 1864 | 1864                                           |                                                | 272                                            | 272                                            |
| 1871 | 1871                                           |                                                | 274                                            | 274                                            |
| 1875 | 1875                                           |                                                | 261                                            | 261                                            |
| 1885 | 1885                                           |                                                | 258                                            | 258                                            |
| 1895 | 1895                                           |                                                | 268                                            | 268                                            |
| 1905 | 1905                                           |                                                | 277                                            | 277                                            |
| 1910 | 1910                                           |                                                | 266                                            | 266                                            |
| 1925 | 1925                                           |                                                | 292                                            | 292                                            |
| 1939 | 1939                                           |                                                | 292                                            | 292                                            |
| 1946 | 1946                                           |                                                | 408                                            | 408                                            |
| 1950 | 1950                                           |                                                | 422                                            | 422                                            |
| 1956 | 1956                                           |                                                | 391                                            | 391                                            |
| 1961 | 1961                                           |                                                | 410                                            | 410                                            |
| 1967 | 1967                                           |                                                | 431                                            | 431                                            |
| 1970 | 1970                                           |                                                | 447                                            | 447                                            |
| 1980 | 1980                                           |                                                | ?                                              | ?                                              |
| 1990 | 1990                                           |                                                | ?                                              | ?                                              |
| 2000 | 2000                                           |                                                | ?                                              | ?                                              |
| 2010 | 2010                                           |                                                | 446                                            | 446                                            |
| 2011 | 2011                                           |                                                | 435                                            | 435                                            |
| 2015 | 2015                                           |                                                | 447                                            | 447                                            |
| 2019 | 2019                                           |                                                | 467                                            | 467                                            |
| Datenquelle: Historisches Gemeindeverzeichnis für Hessen: Die Bevölkerung der Gemeinden 1834 bis 1967. Wiesbaden: Hessisches Statistisches Landesamt, 1968. Weitere Quellen: LAGIS, nach 1970: Gemeinde Breitscheid (siehe webarchiv; mehrere Werte); Zensus 2011 |                                                |                                                |                                                |                                                |

Religionszugehörigkeit
| • 1885: | 257 evangelische und ein katholischer Einwohner    |
| • 1961: | 333 evangelische, 74 römisch-katholische Einwohner |

## Politik
Für Rabenscheid besteht ein Ortsbezirk (Gebiete der ehemaligen Gemeinde Rabenscheid) mit Ortsbeirat und Ortsvorsteher nach der Hessischen Gemeindeordnung. Der Ortsbeirat besteht aus fünf Mitgliedern. Bei den Kommunalwahlen in Hessen 2021 betrug die Wahlbeteiligung zum Ortsbeirat 50,86 %. Dabei wurden gewählt: ein Mitglied der SPD, ein Mitglied der CDU und drei Mitglieder „Freien Wählergemeinschaft (FWG)“.. Der Ortsbeirat wählte Daniela Janz (FWG) zur Ortsvorsteherin.

## Kultur und Sehenswürdigkeiten

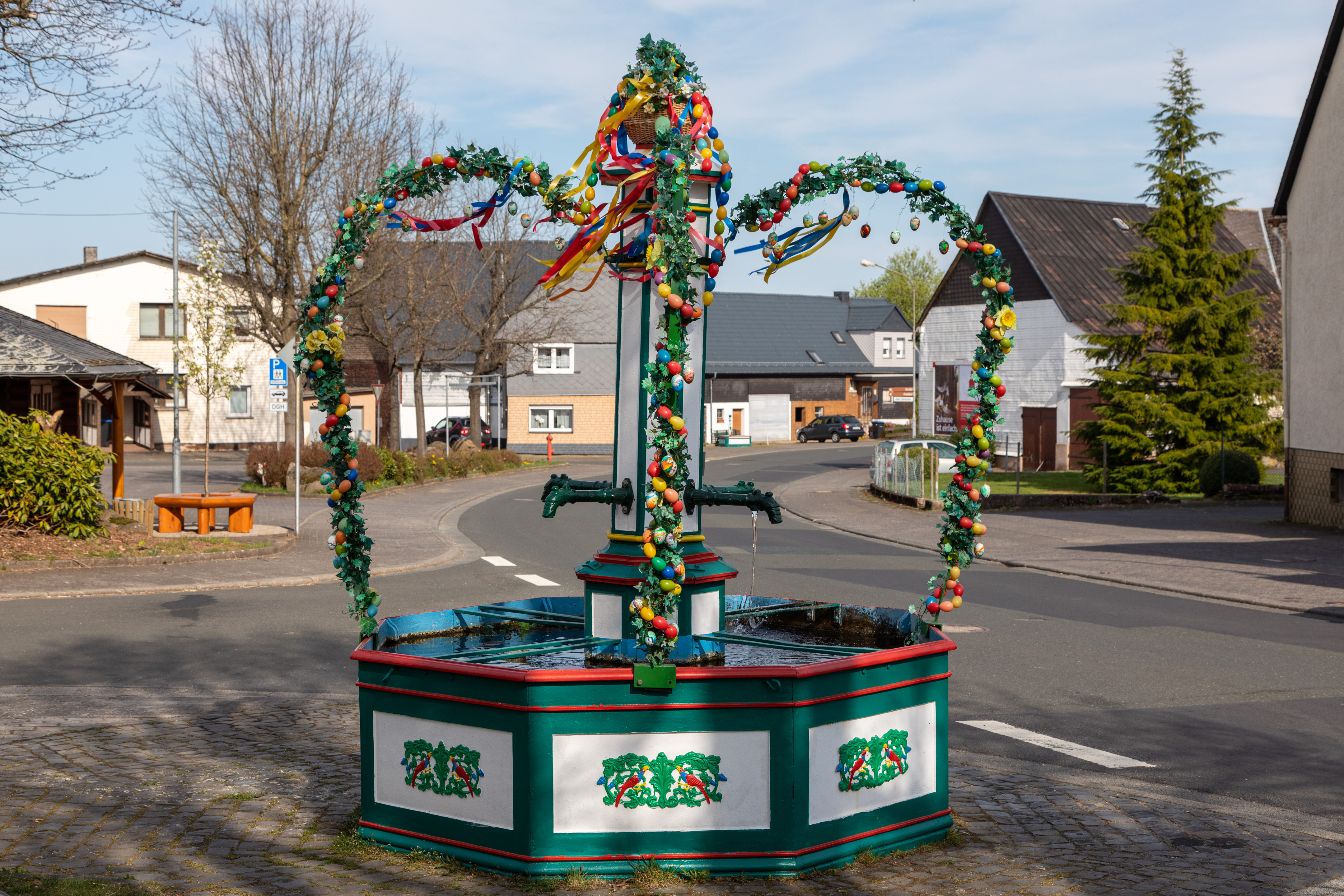
Der Laufbrunnen in Rabenscheid

### Regelmäßige Veranstaltungen
Jährlich findet in der Dorfmitte ein Weinfest (im September) sowie ein Weihnachtsmarkt (am letzten Samstag vor dem ersten Advent) statt, die von den örtlichen Vereinen (Landfrauen, Vogelschutzverein, VdK, Freiwillige Feuerwehr, evangelischer Kirchengemeinde und Sportverein) organisiert werden. Außerdem findet auch jährlich eine Mallorca Party am Dorfrand in der Dreschhalle statt. Zudem wird in den Monaten von April bis September, jeweils am letzten Freitag des Monates, ein Bauernmarkt von den örtlichen Vereinen organisiert.

### Kulturdenkmäler
Für die Kulturdenkmäler des Ortes siehe die Liste der Kulturdenkmäler in Rabenscheid.